# قسم أنزان الغربي الريفي (مقاطعة بندر غز)
قسم أنزان الغربي الريفي (بالفارسية: دهستان انزان غربی) هي منطقة ريفية تقع في إيران في غلستان. يقدر عدد سكانها بـ 6,022 نسمة .